# Cagwait
Cagwait (Bayan ng Cagwait) är en kommun i Filippinerna. Kommunen ligger på ön Mindanao, och tillhör provinsen Surigao del Sur. Folkmängden uppgår till 18 577 invånare.
Cagwait är indelat i 11 barangayer.